# Guida per riconoscere i tuoi santi
Guida per riconoscere i tuoi santi (A Guide to Recognizing Your Saints) è un film del 2006 diretto da Dito Montiel.
La pellicola è autobiografica e tratta dall'omonimo romanzo scritto dallo stesso Montiel nel 2003.

## Trama
Dito Montiel è uno scrittore che vive a Los Angeles. Dopo una telefonata della madre, torna nei luoghi della sua infanzia, ad Astoria un quartiere nel Queens a New York. Si ritroverà a fare i conti con i drammatici eventi che segnarono la sua adolescenza, accaduti nell'estate del 1986. Dito riceve una telefonata dalla madre che gli chiede di tornare a casa a trovare suo padre, che è molto malato, il quale però è ancora arrabbiato con lui da quando se ne è andato di casa perché non è più tornato, e anche Dito serba ancora rancore nei confronti di suo padre, per come si comportò durante la sua adolescenza.
Ritornando nel quartiere dove è cresciuto rincontrerà Nerf uno dei suoi amici di infanzia e Laurie la ragazza di cui era innamorato da adolescente, e sarà proprio lei che alla fine riuscirà a convincere Dito a riappacifiarsi con suo padre. Con continui flashback il protagonista rivive i fatti successi in quell'estate del 1986 che cambieranno per sempre la sua vita, in particolare sono importanti le figure di due amici di Dito: un nuovo compagno di classe Mike O'Shea, che sogna di diventare un musicista e Antonio un amico d'infanzia che gode della stima del padre di Dito.
Antonio è un ragazzo volubile e con un padre violento che ha un atteggiamento molto protettivo nei confronti di Dito, ma sarà proprio la violenza a segnare irreparabilmente la sua vita e quella di Dito. Infatti nei continui tentativi di proteggere il suo amico Antonio finirà col provocare l'ira di un banda portoricana che porterà a un tragico epilogo. Insieme a Mike, col quale stringe un forte legame, Dito progetta di andare in California e a questo fine iniziano a lavorare come dog-sitter, ma quando il sogno sembra più vicino all'avverarsi per una brutale regolamento di conti fra bande Mike rimane ucciso e Dito decide di andare in California da solo. Nel finale Dito decide di recarsi a trovare Antonio in carcere.

## Produzione
Tra i produttori della pellicola figurano Robert Downey Jr., Sting e Trudie Styler.

## Distribuzione
Presentato con successo al Sundance Film Festival, si è aggiudicato il premio per la miglior regia e il premio speciale della giuria per l'intero cast.